# Охоче (Полтавський район)
Охо́че — село в Україні, у Чутівській селищній громаді Полтавського району Полтавської області. Населення становить 51 осіб. Орган місцевого самоврядування — Чутівська селищна рада.

## Географія
Село Охоче знаходиться на відстані 2 км від сіл Юнаки та Павлівщина. По селу протікає пересихаючий струмок з загатою.

## Історія
12 червня 2020 року, відповідно до розпорядження Кабінету Міністрів України № 721-р «Про визначення адміністративних центрів та затвердження територій територіальних громад Полтавської області», село увійшло до складу Чутівської селищної громади.
19 липня 2020 року, в результаті адміністративно — територіальної реформи та ліквідації Чутівського району, село увійшло до складу новоутвореного Полтавського району.